# Ligne 2 du tramway de Budapest (1911-1941)
 (janvier 2022).
Si vous disposez d'ouvrages ou d'articles de référence ou si vous connaissez des sites web de qualité traitant du thème abordé ici, merci de compléter l'article en donnant les références utiles à sa vérifiabilité et en les liant à la section « Notes et références ».
Pour les articles homonymes, voir Ligne 2.
L'ancienne ligne 2 du tramway de Budapest circulait de 1911 à 1941 entre Keleti pályaudvar et Dózsa György úti aluljáró.

## Histoire
La première ligne 2 est construite en 1911 entre la gare de Budapest-Keleti et Dózsa György út. L'itinéraire choisi était plutôt tortueux :
- gare de Budapest-Keleti,
- Mosoni utca,
- Köztársaság tér (aujourd'hui II. János Pál pápa tér),
- Klauzál tér,
- Nagymező út,
- Szabadság tér,
- Kossuth Lajos tér,
- Pozsonyi út,
- Újpesti rakpart,
- Dráva utca,
- Dózsa György út,
- passage sous les voies ferrées (aluljáró) de Dózsa György út.

À cause de problèmes techniques et d'une fréquentation insuffisante, des portions de la ligne sont progressivement supprimées jusqu'à sa disparition totale en 1941.